# Шипрок (Њу Мексико)
Шипрок (енгл. Shiprock) насељено је место без административног статуса у америчкој савезној држави Њу Мексико.

## Демографија
По попису из 2010. године број становника је 8.295, што је 139 (1,7%) становника више него 2000. године.
| Група             | 2000.      | 2010.      |
| Белци             | 167 (2,0%) | 115 (1,4%) |
| Афроамериканци    | 13 (0,2%)  | 9 (0,1%)   |
| Азијати           | 10 (0,1%)  | 17 (0,2%)  |
| Хиспаноамериканци | 105 (1,3%) | 132 (1,6%) |
| Укупно            | 8.156      | 8.295      |